# ОКП "Миколаївоблтеплоенерго"
Обласне комунальне підприємство "Миколаївоблтеплоенерго" - найпотужніше теплопостачальне підприємство у Миколаєві, що забезпечує теплом майже 87 тисяч містян.

## Екскурс в історію створення ОКП «Миколаївоблтеплоенерго»
Історія підприємства розпочалася 1 січня 1972 р. Його створенню передувало обстеження систем теплопостачання житлово-комунального господарства міста наприкінці 1960-х рр.,  і результати були вкрай невтішні: 239 котелень забезпечували теплом усього 707 будівель, тобто, на кожну з них припадало менше 3 будинків. ККД котелень у середньому склав 50%, і з’явилася необхідність реорганізувати всю систему теплопостачання міста.
Так, на базі 47 котелень (переважно вугільних) з наявністю 125 котлів сумарної теплової напруги 41,6 Гкал/год було створено «Дирекцію миколаївських об’єднаних котелень з тепловими мережами» (перша назва підприємства).
У 1972 р. Миколаївською міською радою схвалено рішення про закриття 219 котелень і будівництво 14 міжрайонних котелень. Поступово їх чисельність зросла до 55 одиниць.
У зв’язку зі зростанням обсягу робіт у 1975 р. підприємство «Дирекція миколаївських об’єднаних котелень з тепловими мережами» було реорганізовано в обласне – «Миколаївське обласне підприємство теплових мереж “Миколаївоблтепломережа”».
У тому ж році на баланс передано 2 котельні ЖЕК № 2 м. Миколаєва та 8 котелень у м. Очаків.
У 1982 р. на базі Миколаївського обласного підприємства теплових мереж «Миколаївоблтепломережа», як головного підприємства, організовано «Обласне виробниче об’єднання теплових мереж “Миколаївтепломережа”», що включило до свого складу на правах виробничих одиниць  підприємства теплових мереж «Первомайськтепломережа», «Вознесенськтепломережа», міжрайонне підприємство теплових мереж м. Снігурівки, куди увійшли дільниці теплових мереж м. Нового Бугу, м. Баштанки, смт. Березнегуватого. В цьому ж році на баланс було прийнято котельні м. Нової Одеси.
У 1985 р. виконком обласної Ради народних депутатів вирішив перейменувати  «Обласне виробниче об’єднання теплових мереж “Миколаївтепломережа”» в «Обласне виробниче об’єднання теплових мереж “Миколаївтеплокомуненерго”» управління комунального господарства Миколаївського облвиконкому.
У 1993 р. рішенням Ради трудового колективу було створено «Орендне обласне виробниче об’єднання теплових мереж «Миколаївтеплокомуненерго». А згодом змінено на Орендне обласне підприємство «Миколаївтеплокомуненерго».
У  грудні 2000 р. у зв’язку з достроковим розірванням договору оренди між організацією орендаторів орендного обласного підприємства «Миколаївтеплокомуненерго» і регіональним відділенням Фонду держмайна України по Миколаївській області було створено «Обласне комунальне підприємство «Миколаївоблтеплоенерго», яке розпочало свою діяльність з 1 січня 2001 р.
Зазначимо, що у 2004 р., враховуючи незадовільний фінансовий стан КТП «Миколаївміськтеплоенерго» та непрофільний характер виробництва тепла для ЖКП-12, частина майна (котельні, теплові мережі та інше обладнання), яке є власністю територіальних громад м. Миколаєва, передана в оренду ОКП «Миколаївоблтеплоенерго».
У 2009 р. обласною радою було ухвалено рішення про надання згоди на передачу зі спільної власності територіальних громад сіл, селищ, міст Миколаївської області з балансу ОКП «Миколаївоблтеплоенерго» до комунальної власності територіальних громад м. Первомайська, м. Вознесенська, м. Новий Буг, м. Нова Одеса, смт. Березнегувате. А в 2017 р. припинено централізоване теплопостачання у м. Очакові, яке надавалося ОКП «Миколаївоблтеплоенерго».
15 квітня 2018 р. рішенням виконавчого комітету Миколаївської міської ради було затверджено акт приймання-передачі до комунальної власності територіальної громади м. Миколаєва цілісного майнового комплексу обласного комунального підприємства «Миколаївоблтеплоенерго».

## Сьогодення «Миколаївоблтеплоенерго»
ОКП «Миколаївоблтеплоенерго» – найпотужніше теплопостачальне підприємство у м. Миколаєві, яке забезпечує теплом майже  87 тисяч абонентів. 

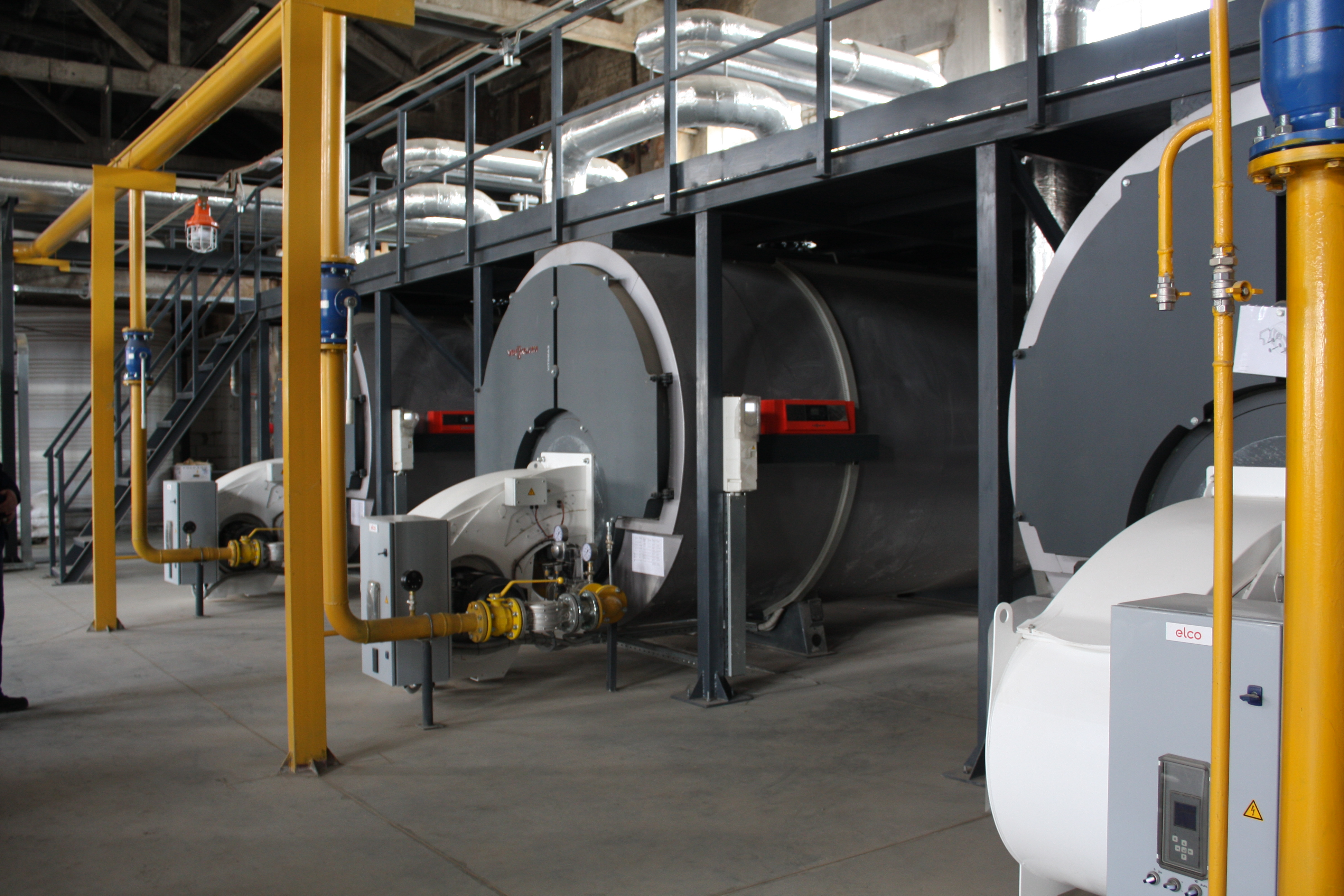
Сучасна котельня ОКП "Миколаївоблтеплоенерго"

Структура ОКП «Миколаївоблтеплоенерго» складається з 8 теплових районів у м. Миколаєві та десятків служб і відділів. На сьогодні спеціалісти підприємства обслуговують 92 котельні, 118 центральних та індивідуальних теплових пунктів та понад 232 км тепломереж (у двотрубному обчисленні). Встановлена потужність котелень – 440,5 Гкал.
В опалювальний період понад 900 фахівців забезпечують безперебійну роботу об’єктів та дбають про тепло у домівках містян.
Разом з цим, підприємство реалізує важливі для громади міста проєкти з розвитку та оновлення систем теплопостачання.  За проєктом Світового банку підприємство реконструювало котельні на вул. Білій, вул. Спортивній, пр. Героїв України, вул. Новозаводській та вул. Самойловича. Там було замінено застарілі котли, встановлено сучасні пальники, частотні перетворювачі електродвигунів, автоматизовані прилади регулювання та контролю безпеки, а також системи автоматизації та диспетчеризації. Цей комплекс заходів гарантуватиме найменші витрати та покращить якість обслуговування мешканців м. Миколаєва.
Загалом залучення кредитних коштів дозволило ОКП «Миколаївоблтеплоенерго» замінити ізоляцію на 25,4 км теплових мереж, змонтувати понад сотню індивідуальних та центральних теплових пунктів і нову тепломережу.
ОКП «Миколаївоблтеплоенерго» чи не найперше у Миколаївській області впровадило дуальну форму освіти у співпраці з провідними університетами регіону, таким чином, надавши молоді шанс удосконалити свої практичні уміння безпосередньо на робочому місці, а в майбутньому – отримати пропозицію працевлаштування. Крім того, підприємство завжди підтримує молодь у бажанні долучитися до команди професіоналів.
Наразі десятки студентів різних спеціальностей Миколаївського національного аграрного університету, Національного університету кораблебудування імені адмірала Макарова суміщають навчання з роботою на підприємстві, а учні ліцеїв та коледжів мають змогу проходити практику. ОКП «Миколаївоблтеплоенерго» відкрите до співпраці з освітніми закладами Миколаївщини та усієї України, і готове стати гарним стартом у кар’єрі юних фахівців.
З початком вторгнення рф на територію України 24 лютого 2022 року фахівці ОКП "Миколаївоблтеплоенерго", крім виконання своїх обов'язків щодо забезпечення теплом містян, надавали посильну допомогу в облаштуванні оборони міста, а зі зникненням централізованого водопостачання з р. Дніпро через пошкодження водогону військами рф у квітні, зайнялися облаштуванням свердловин та встановленням станцій зворотнього осмосу води. Наразі підприємством встановлено  майже 4 десятки станцій зворотного осмосу, які функціонують для очищення води на забезпечення потреб містян. Загалом з квітня 2022 року жителям Миколаєва було роздано більше 50 000 м3 води або 50 000 000 літрів. У середньому на сьогодні добове споживання очищеної води зі станцій, що встановлені на підприємстві, становить 600 м3, або 600 000 літрів  на добу.

## Керівництво ОКП "Миколаївоблтеплоенерго"
- Анатолій Іванович Норенко (з 4 січня 1972 р. до 12 липня 1974 р.).
- Микола Андрійович Максимець (з 12 липня 1974 р. до 1 липня 1975 р.).
- Володимир Георгійович Бондар (з 1липня 1975 р. до грудня 1981 р.).
- В’ячеслав Миколайович Шенягін (з 4 грудня 1981 р. до 25 травня 1988 р.).
- Михайло Костянтинович Мотуз (з 25 липня1988 р. до 14 вересня 2000 р.).
- Володимир Миколайович Березницький (з 14 вересня 2000 р. до 28 січня 2015 р.).
- Микола Юрійович Логвінов з 14 грудня 2016 р. по теперішній час.

1. ↑  Про підприємство | ОКП "МИКОЛАЇВОБЛТЕПЛОЕНЕРГО". nikoblteplo.com.ua. Процитовано 2 травня 2023.